# Foxhall Keene

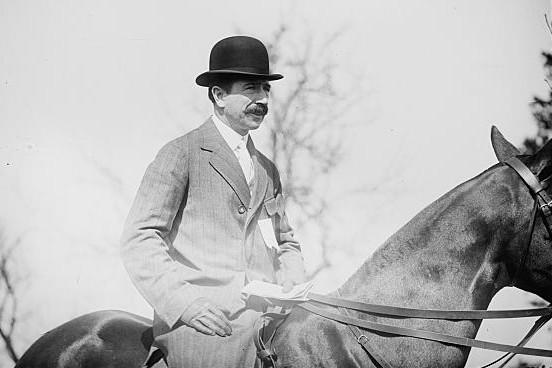
Foxhall Keene (1909)

Foxhall Parker Keene (* 18. Dezember 1867 in Oakland, Kalifornien; † 25. September 1941 in Ayer’s Cliff, Quebec, Kanada) war ein US-amerikanischer Pferdezüchter und Sportler.
Keene zählte in den 1890er- und 1900er-Jahren zu den besten Polospielern der der Vereinigten Staaten. Er war zudem als Tennis- und Golfspieler sowie als Automobilrennfahrer aktiv und Mitbegründer der National Steeplechase Association.

## Biographische Daten
Foxhall Keene kam am 18. Dezember 1867 als Sohn des wohlhabenden englischstämmigen Geschäftsmannes James Robert Keene (1838–1913) und dessen Ehefrau Sarah Jay Daingerfield (1841–1916) zur Welt. Er hatte eine Schwester: Jessica Harwar Frost (1868–1950).
Zur Zeit von Keenes Geburt war sein Vater Präsident des San Francisco Stock Exchange. James R. Keene war außerdem Eigentümer und Züchter Englischer Vollblutrennpferde, Gründer des The Jockey Club und Eigentümer der Castleton Farm nahe Lexington, Kentucky, einen der berühmtesten Rennpferdställe in der Pferdesportgeschichte der USA, die Foxhall Keene 1913 erbte.
Keene studierte ab 1891 zwei Jahre lang an der Harvard University, bevor er an die Harvard Law School wechselte, wo er nur ein Jahr blieb. Danach trat er in die Dienste seines Vaters und wirkte bei der Leitung der umfangreichen geschäftlichen Aktivitäten der Familie mit. In dieser Zeit war er auf der Castleton Farm sowie auf den Polofeldern und Jagden Englands (wie z. B. der der berühmten Fuchsjagd Quorn Hunt in Leicestershire) eine bekannte Größe.
In seinen besten Zeiten unterhielt Keene unter anderem ein Landhaus in Monkton, Maryland sowie ein Haus mit Stallungen in Melton Mowbray, England, wo er bis zu zehn Field hunter für die Fuchsjagd hielt.
Sein ausschweifender Lebensstil und einige unüberlegte Investitionen führten insbesondere nach Ende seiner aktiven Polospielerlaufbahn zu finanziellen Schwierigkeiten. Als er in den 1930er Jahren gezeichnet von zahlreichen Sportverletzungen auf dem Anwesen seiner verwitweten Schwester im kanadischen Ayer’s Cliff auftauchte, hatte er nur einen einzigen Koffer dabei, der alles enthielt, was ihm geblieben war. Er verbrachte dort seinen Lebensabend und veröffentlichte 1938 zusammen mit seinem Freund, dem Schriftsteller Alden R. Hatch, seine Memoiren Full Tilt: The Sporting Memoirs of Foxhall Keene.
Keene starb am 25. September 1941 im Alter von 72 Jahren in Ayer’s Cliff und wurde auf dem Woodlawn Cemetery im New Yorker Stadtteil Bronx beigesetzt.

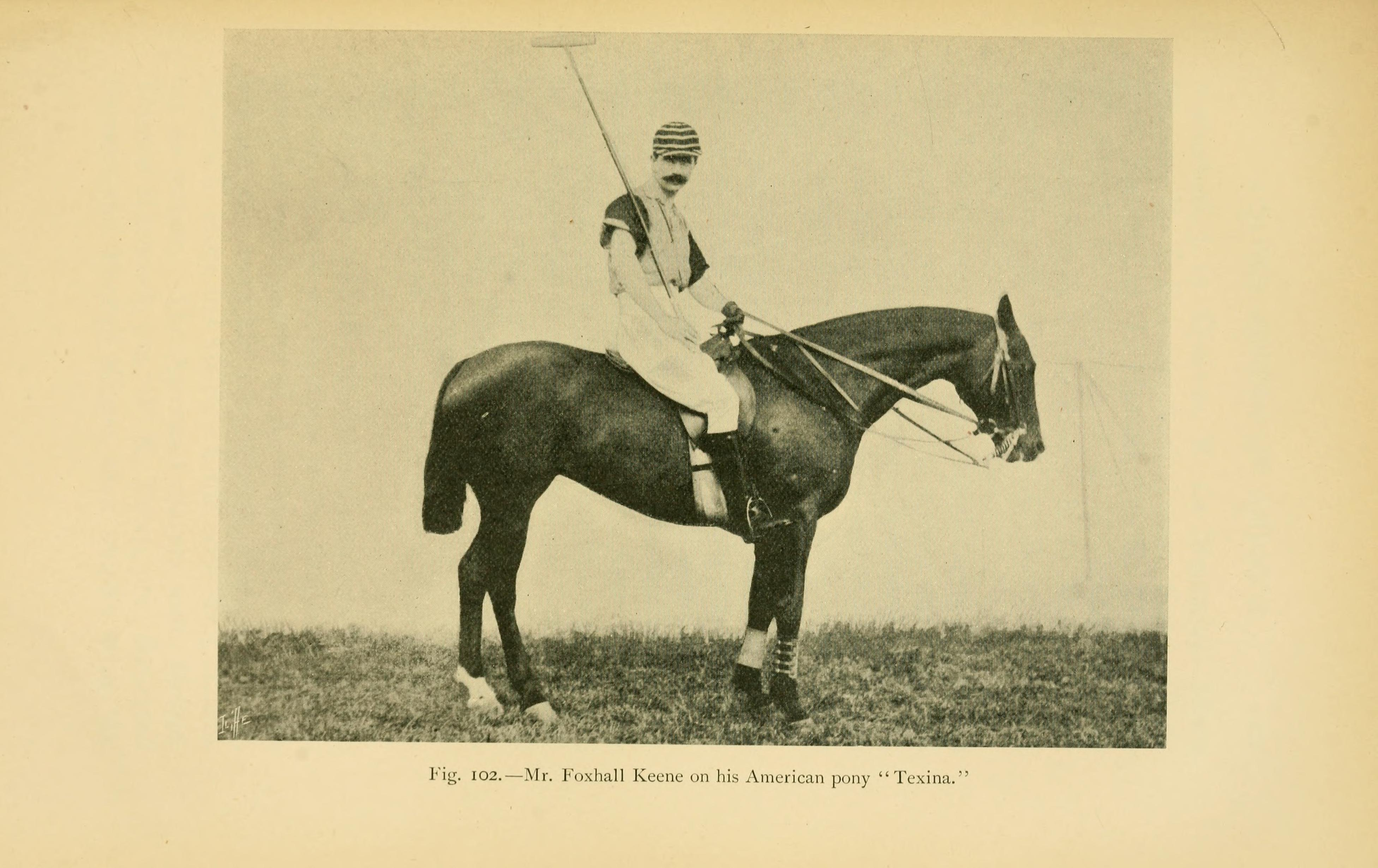
Keene auf seinem American pony „Texina“ (ca. 1900)

## Sportlicher Werdegang
Foxhall Keene war ein vielseitig talentierter Sportler, dessen Karriere von seinem Vater großzügig finanziell unterstützt wurde und von zahlreichen Unfällen und Verletzungen geprägt war. Er begann im Alter von 16 Jahren mit dem Polospiel beim Rockaway Hunting Club in Lawrence, Nassau County, New York, dem heute ältesten Country Club der Vereinigten Staaten. Zusammen mit Mannschaftskapitän Tommy Hitchcock gehörte er 1886 mit 18 Jahren zur internationalen Polomannschaft der USA, die an den ersten Spielen des Westchester Cups gegen England teilnahm. Keene war der erste US-Amerikaner, der ein Handicap von +10 erhielt und hatte dieses insgesamt 14 Jahre lang inne. Er gewann fünf Mal die US Senior Championship und war acht Jahre in Folge der beste Polospieler der Vereinigten Staaten. Als Mitglied der Gemischten Mannschaft gewann er mit den Foxhunters Hurlingham, bei den Olympischen Sommerspielen 1900 in Paris die Goldmedaille im Polo. Im Jahr 1917 beendete er seine aktive Laufbahn im Polo. 1992 wurde er posthum in das Museum of Polo and Hall of Fame aufgenommen.
Im Golf nahm Keene 1897 an den U.S. Open teil und wurde 31., 1898 erreichte das Viertelfinale des Golfturniers U.S. Amateur wo er an Walter Travis scheiterte. Auch im Tennis trat Keene auf höchstem Niveau an. 1883 erreichte er das Halbfinale und 1885 das Viertelfinale der U.S. National Championships. In der Sportart Rackets trat er 1914 bei den World Rackets Championships an.

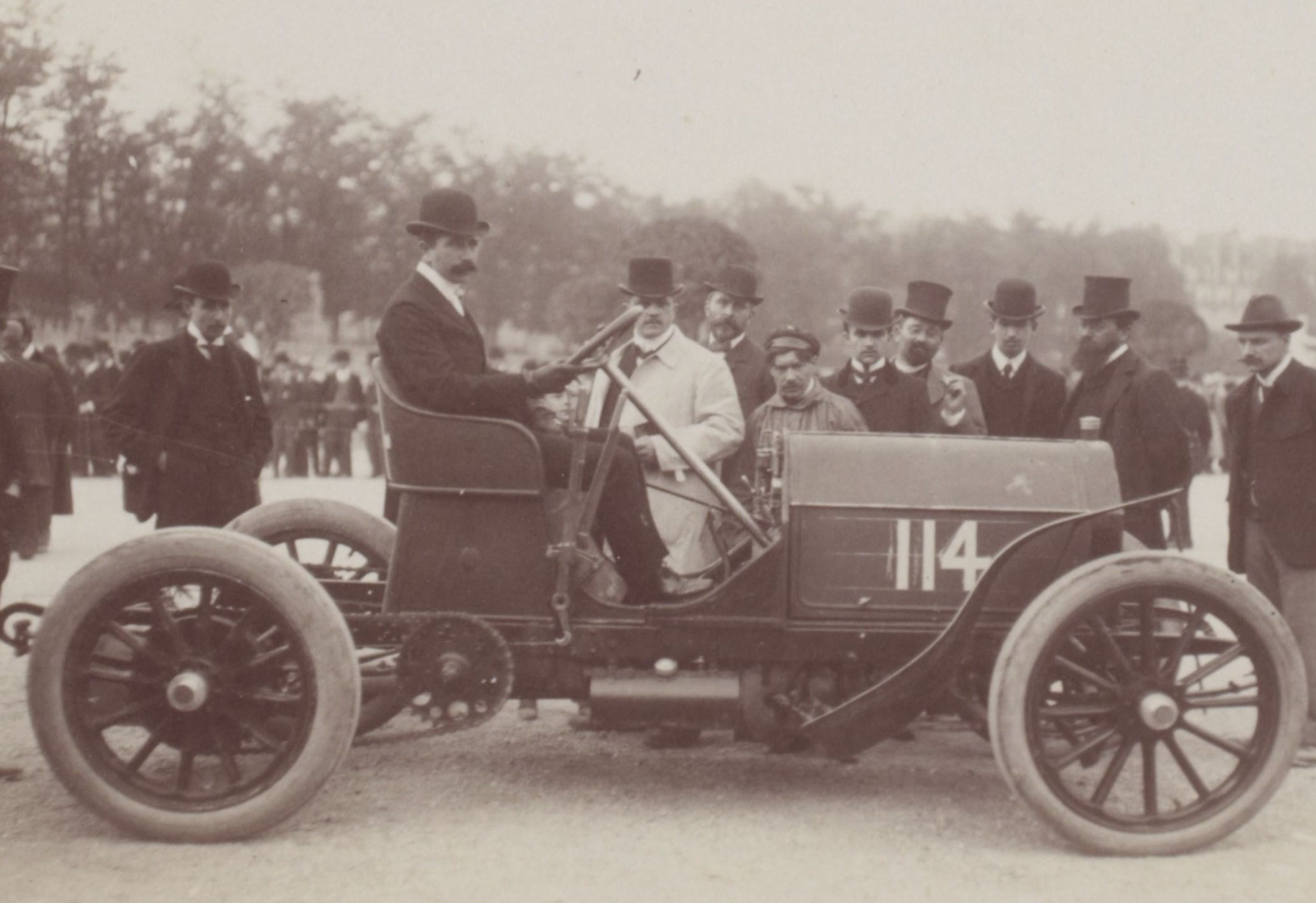
Keene 1903 vor dem Start zum Rennen Paris–Madrid

Mit dem Aufkommen der Automobilrennen zur Wende vom 19. zum 20. Jahrhundert begeisterte sich Keene auch für Rennaktivitäten. 1901 nahm er auf einem Mercedes am Rennen Paris–Bordeaux teil, erreichte dabei aber nicht das Ziel. Beim Rennen Paris–Berlin Ende Juni, für das er sich für 14.000 Dollar (entspricht 2025 ca. 533.000 Euro) einen Mors gekauft hatte, kam er ebenfalls nicht an. Beim Rennen Paris–Wien im folgenden Jahr schied er auf dem Mors ebenfalls aus. 1903 trat Keene auf einem Mercedes beim Rennen Paris–Madrid an, das eine Zäsur der Motorsportgeschichte darstellt. Nachdem bereits auf der ersten Etappe von Paris nach Bordeaux mindestens sieben Menschen zu Tode gekommen waren, wurde es vorzeitig abgebrochen. Zudem wurde vom Deutschen Automobilclub beim Anfang Juli in Athy in Irland stattfindenden Gordon-Bennett-Cup für das Deutsche Reich auf einem Mercedes-Simplex 60 PS gemeldet. Er erlitt beim Rennen einen Achsbruch, fuhr dennoch noch etwa 100 Meilen weiter, war letztendlich aber wegen des Defekts gezwungen, aufzugeben. Sein belgischer Teamgefährte Camille Jenatzy gewann das Rennen.
1905 trat Keene auf Mercedes 120 PS beim Vanderbilt Cup auf Long Island in seiner US-amerikanischen Heimat an. Er schied aus Rennen aus, nachdem er von der Strecke abgekommen und gegen einen Telegrafenmast geprallt war. Keene kam wie sein Beifahrer mit leichten Verletzungen davon. Im folgenden Jahr konnte Keene nicht beim Vanderbilt Cup antreten, nachdem an seinem Mercedes kurz vor Trainingsbeginn ein Zylinderriss entdeckt worden war. Auch 1908 schied Keene beim Vanderbilt Cup – mittlerweile auf dem neu errichteten Long Island Motor Parkway stattfindend – nach einem Feuer an seinem Mercedes aus.

## Trivia
Sein Vater James R. Keene lobte einmal 100.000 Dollar Preisgeld für denjenigen aus, der es schaffte, seinen Sohn in einem Wettkampf aus zehn beliebigen Sportdisziplinen zu besiegen – es gab niemanden, der antreten wollte.